# Sudoeste/Octogonal
| Região Administrativa de Sudoeste/Octogonal |                                                           |
|                                             |                                                           |
| \| \| \| \|                                 |                                                           |
| Região Administrativa XXII                  |                                                           |
| Fundação: 10 de julho de 1989 (35 anos)     |                                                           |
| Lei de criação: 3153 de 6 de maio de 2003   |                                                           |
| Mapa de Sudoeste/Octogonal                  |                                                           |
| Limites:                                    | Plano Piloto (norte, leste e sul), SIA e Cruzeiro (oeste) |
| Distância de Brasília:                      | km                                                        |
| Administrador(a):                           | Walkiria Garcia de Freitas                                |
| Área                                        |                                                           |
| - Total                                     | 3,8 km²                                                   |
| População                                   |                                                           |
| - Total                                     | 55 323 habitantes '                                       |
| Site governamental                          | www.sudoeste.df.gov.br                                    |
|                                             |                                                           |
|                                             |                                                           |

Sudoeste/Octogonal é uma região administrativa do Distrito Federal brasileiro.
Sudoeste/Octogonal foi criada em 1989 como parte do projeto Brasília Revisitada, idealizado pelo urbanista Lúcio Costa, a região administrativa é dividida em Setor Sudoeste e o Setor Octogonal.
Por possuir ciclovias, diversas áreas verdes com quadras poliesportivas e estar próximo a uma das principais áreas de lazer ao ar livre do Distrito Federal, o Parque da Cidade Sarah Kubitschek, é comum no local a presença de grupo de ciclistas e praticantes de diversos esportes.
Em junho de 2015, o Setor Sudoeste possuía o metro quadrado (m²) mais caro do Distrito Federal segundo o Índice de Velocidade de Vendas (IVV), em torno de R$ 17.750. Em seguida vêm Asa Norte, em R$ 15.026, e Asa Sul, em R$ 14.742. Também é considerado um dos bairros mais caros do Brasil além de possuir sozinho elevadíssimo IDH regional. O IVV, é divulgado mensalmente pela Associação de Empresas do Mercado Imobiliário do Distrito Federal (Ademi-DF)

## História
Apesar de já estar previsto no Projeto Brasília Revisitada, do urbanista Lúcio Costa, de 10 de julho de 1989, a região só começou a ser habitada em 1993, com a construção dos primeiros prédios residenciais e comerciais, na região administrativa de Cruzeiro.
Sudoeste/Octogonal foi fundada em 10 de julho de 1989, recebendo a condição de região administrativa, conforme a Lei 3153, de 06 de maio de 2003. É constituída pelo Setor Sudoeste (mais conhecido como Sudoeste), pelo Setor Octogonal (mais conhecida como Octogonal) e, desde 2019, pelo Setor de Indústrias Gráficas (SIG).
Sudoeste/Octogonal possui mais de 300 edifícios e foi transformado em região administrativa por fruto das reivindicações feitas pelos moradores, que queriam a separação da região administrativa de Cruzeiro.
A localização da região administrativa é um de seus maiores atrativos, oferecendo aos moradores comodidade e o conforto de estar próximo ao Parque da Cidade Sarah Kubitschek. No local também se encontra variado comércio, além de áreas de lazer.
Atualmente a instalação de novas construções nas quadras 500 está interrompida devido a concessão de Licença de Instalação irregular pelo Instituto Brasília Ambiental (IBRAM), assim como a forte oposição por parte dos moradores da região administrativa.
Surgiu como resultado do desmembramento de porção de terras anteriormente pertencentes à região administrativa de Cruzeiro. Sudoeste/Octogonal divide-se em dois setores, o Setor Sudoeste e o Setor Octogonal.
A região é essencialmente urbana e destina-se à moradia para a população de alto e médio poder aquisitivo. Compõem a morfologia da região administrativa edifícios residenciais com gabarito de seis e três andares, quitinetes, área destinadas a comércio local, shopping center, escolas de ensino fundamental e médio, equipamentos de atenção à saúde, quadras mistas, Hospital das Forças Armadas, além do Instituto Nacional de Meteorologia (INMET).

## Subdivisões

### Setor Sudoeste
A área do Setor Sudoeste é de 3 800 000 m² (380 hectares).
Segundo a Companhia de Planejamento do Distrito Federal (Codeplan), em sua Pesquisa Distrital por Amostra de Domicílios (PDAD) 2010/2011, o número de domicílios urbanos estimados é de 20.863 e, considerando que a população urbana estimada é de 55 323 habitantes, a média de moradores por domicílio urbano é de 2,65 pessoas. Na região, a totalidade das construções é permanente; 73,97% dos domicílios são apartamentos e 24,81% são quitinetes/estúdio. Não existem casas na região.
As facilidades urbanas e sua localização próxima da região central de Brasília fez o Setor Sudoeste ocupar a posição de 8º bairro mais caro do Brasil em 2012 segundo a Revista Época. O setor reúne moradores de classe média alta e imóveis de alto valor de mercado.
O setor é estruturado em diversas áreas distintas:

#### Superquadras (SQSW)
As superquadras SQSW seguem o mesmo modelo das superquadras de Brasília e estão sujeitas às mesmas regras da área tombada. São quatorze: SQSW 100, SQSW 300, SQSW 101, SQSW 301, SQSW 102, SQSW 302, SQSW 103, SQSW 303, SQSW 104, SQSW 304, SQSW 504, SQSW 105, SQSW 305 e SQSW 306. A SQSW 300, é uma das quadras mais novas de Sudoeste, possui modernos edifícios espelhados. Essa quadra tem aproximadamente o dobro da área de qualquer outra. Outra quadra que foge do "padrão" é a SQSW 305, que por sua vez possuía duas entradas quando foi construída, embora o conceito de "superquadra" prezar que estas devem ter apenas uma entrada. Por esse motivo, a segunda entrada foi unificada à primeira. A quadra residencial mais recente, é a Quadra 500, as obras já começaram e têm um projeto de paisagismo aprovado pela Secretaria de Desenvolvimento Urbano e Habitação do Distrito Federal (Seduh-DF). A proposta prevê a combinação de árvores nativas do Cerrado com academia para idosos, parques infantis, ciclovias e uma praça central. Estima-se que cerca de 3,5 mil pessoas habitem o local.

#### Comércio local (CLSW)
As quadras de comércio local CLSW são quadras com prédios comerciais, ladeando a avenida comercial (central), denominada de "1ª Avenida". Tais quadras comerciais acompanham a mesma numeração das superquadras, já que se localizam geralmente logo à frente da sua respectiva, com exceção das quadras comerciais CLSW 300 (que se divide em CLSW 300 A e CLSW 300 B, localizando-se aos lados da SQSW 300, direito e esquerdo, respectivamente) e CLSW 105, que se localiza à direita de sua respectiva.

#### Quadras residenciais (QRSW)
As quadras residenciais QRSW estão situadas entre o Instituto de Meteorologia e o Cruzeiro, indo do Pão de Açúcar até o Eixo Monumental. São compostas de prédios de 3 andares, a maioria dos quais sem garagem subterrâneas. São numeradas de QRSW 01 a QRSW 08. São popularmente conhecidas como "Quadras Econômicas" ou "Sudoeste Econômico", por serem apartamentos menores e consideravelmente mais baratos, porém seus moradores gozam dos mesmos privilégios de seus vizinhos, por ficarem na mesma proximidade para/com os principais pontos de Brasília, além de poderem usufruir de quadras mais silenciosas e com menos trânsito de veículos.

#### Quadras mistas (QMSW)
As quadras mistas QMSW estão ainda mais próximas do Eixo Monumental e nelas pode-se perceber a ocorrência de prédios de uso residencial, comercial ou misto. São quatro: QMSW 2, QMSW 4, QMSW 5 e QMSW 6. As demais quadras mistas foram transformadas em superquadras. A QMSW 1 e a QMSW 3 deram lugar para o que é a atual SQSW 300. Já a QMSW 7 foi transformada na SQSW 100. Em alguns mapas antigos de Sudoeste, ainda é possível ver tais quadras como mistas. A QMSW 2 engloba o antigo Setor de Microindústrias de Cruzeiro, também conhecido como Setor de Oficinas Sudoeste. As demais quadras abrigam centros religiosos, pontos comerciais e prédios residenciais, nestes é muito comum ocorrer a locação por curto período e até serviços de hotelaria, já que esses apartamentos são quase todos "flats".

#### Centro comercial (CCSW)
O centro comercial CCSW era uma área originalmente destinada a prédios estritamente comerciais, mas que posteriormente foi liberada para prédios residenciais. Atualmente estão presentes nestas quadras edifícios condominiais de alto padrão, que fogem da ideia de edifícios com pilotis livres, já que em sua maioria são fechados por paredes de vidro (blindex), desrespeitando o que manda o projeto original tombado pela Unesco.

#### Setor Hospitalar (SHCSW)

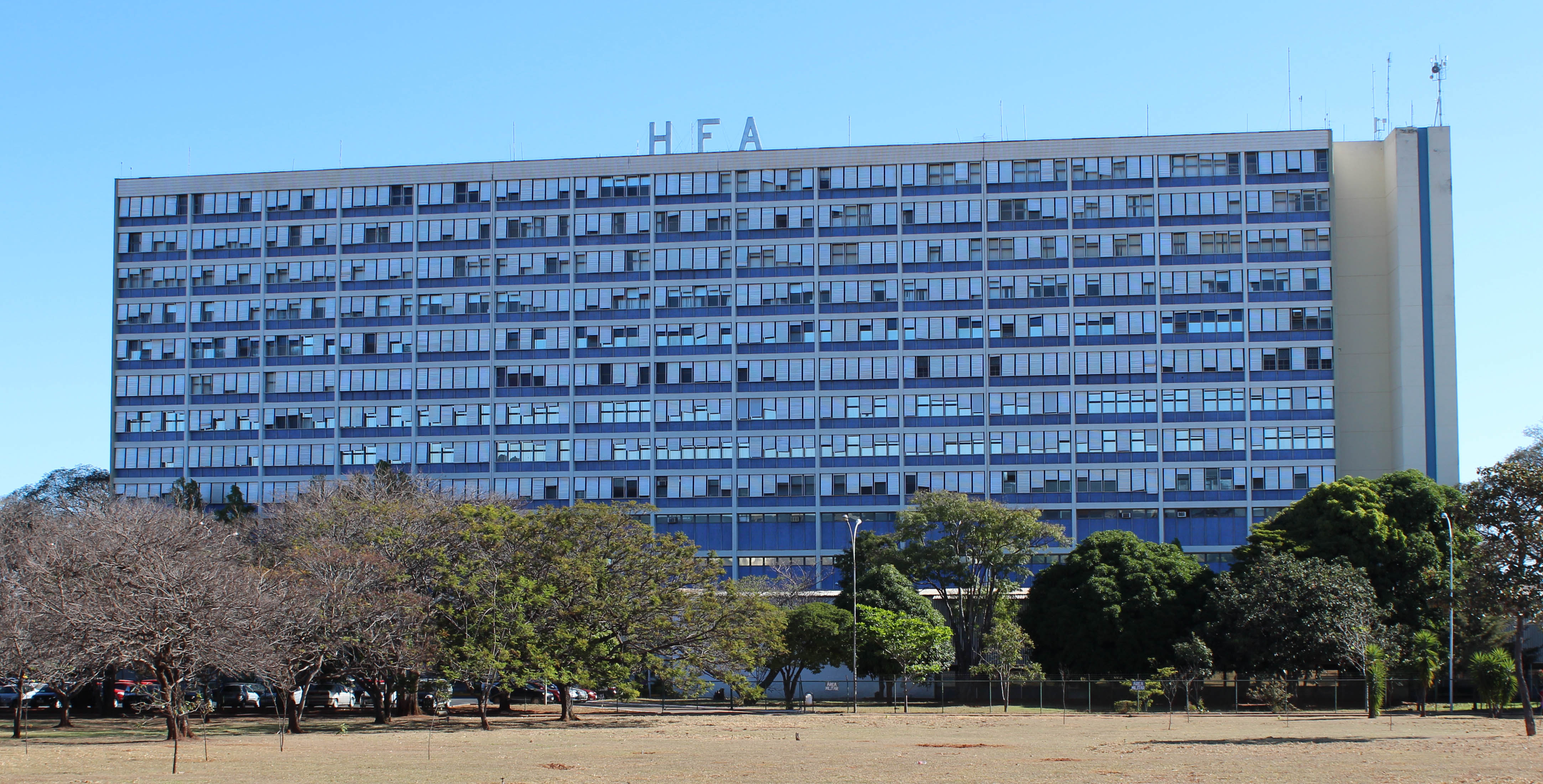
Hospital das Forças Armadas, localizado no SHCSW, em Brasília, DF

No Setor Hospitalar SHCSW há atualmente um posto de gasolina em seu lote 01. Nos lotes 3, 4 e 5 está localizado o Centro Clínico Sudoeste, com mais de 90 empresas em funcionamento. Este complexo busca oferecer atendimento especializado de alto padrão nos segmentos de medicina, fisioterapia, odontologia, laboratorial, tratamentos estéticos, nutrição, condicionamento físico entre outros. Há uma farmácia de manipulação, um SPA urbano e comércio em geral relacionado a área de saúde como colchões especiais, produtos óticos, suplementos alimentares e cosméticos.
A maior edificação deste setor é o Hospital das Forças Armadas (HFA), inaugurado em 27 de março de 1972 (52 anos).

### Setor Octogonal
O Setor Octogonal foi criado por decreto em 12 de setembro de 1974. Possui oito quadras, sendo que 7 estão concluídas e a AOS 3 encontra-se sub judice por não ter definida ainda a propriedade da mesma. Todas as quadras são condomínios fechados. Atualmente, as octogonais contam com cerca de 3300 apartamentos nas sete áreas da Octogonal e mais de 240 nas entrequadras comerciais, abrigando cerca de 12.000 habitantes.
Além das quadras octogonais, existem áreas de comércio, escolas e igrejas, assim como um centro comercial - o Terraço Shopping.
O Setor Octogonal também já fazia parte do plano de expansão de Brasília, idealizado por Lúcio Costa.

### Setor de Indústrias Gráficas
O Setor de Indústrias Gráficas (SIG) é um setor de Sudoeste/Octogonal, no Distrito Federal. Foi criado em 21 de abril de 1960, data de fundação de Brasília. Até 2019 fez parte de Brasília, e até 2020 permitia apenas atividades bancárias e de imprensa, como rádios e centros de impressão de jornais e revistas, sendo por esse motivo chamado de Setor de Indústrias Gráficas.
A principal via do SIG é a Estrada Parque Indústrias Gráficas (DF-011), conhecida como EPIG.